# Fênix (filho de Amintor)
Fênix (português brasileiro) ou Fénix (português europeu) (em grego antigo: Φοῖνιξ, Phoinix, gen. Φοίνικος, Phoinikos), na mitologia grega, era um filho de Amintor.
Seu pai, Amintor, havia-o cegado, baseado na falsa acusação de que ele havia tentado seduzir sua concubina Ftia.
Peleu levou Fênix a Quíron, que curou-o da cegueira. Peleu tornou Fênix rei dos dólopes.
Fênix é honrando pela sua sabedoria, mas participa na formação integral de Aquiles na educação ética. A tradição das antigas sagas oferece-nos exemplo vivos desta educação; não apenas figuras de vigor e esforço sobre-humanos, mas também homens em cujo sangues passa a corrente viva da experiência, cada vez mais profunda, de uma antiga dignidade renovada dia a dia. (Paideia, p. 52) 

## Fênix naIlíada
No Canto IX da Ilíada, quando Ulisses, Ájax e Fênix são enviados às naus dos Mirmidões na intenção de convencer Aquiles a retornar à Guerra, depois de ofendido por Agamemnon, lider dos Aqueus, Fênix o personagem conta um pouco da sua história. De como abandonou Hélade, sua cidade natal, por ter ofendido o seu pai, Amintor. Tendo dormido com sua amante por ordens de sua mãe, afim de que a concubina passasse a ser odiosa ao marido. É amaldiçoado por Amintor, e com o ódio dominando o seu coração, Fênix chega a cogitar assasiná-lo, mas tem sua ira acalmada pelos deuses. É abrigado por Peleu, pai de Aquiles, que lhe dá a tutela de seu filho.  Quando mais tarde Aquiles é enviado aos exércitos de Agamemnon para receber treinamento, ele é acompanhado de Fênix. Assim como também este lhe acompanha na Guerra de Tróia.